# Калныньш, Янис (хоккеист)
Я́нис Ка́лныньш (латыш. Jānis Kalniņš; род. 13 декабря 1991, Лимбажи) — латвийский хоккеист, вратарь сборной Латвии.

## Биография
Янис Калныньш начал профессиональную карьеру в лиепайском «Металлурге». Выступал за клуб в латвийской и белорусской лигах. В составе клуба стал двукратным чемпионом Латвии. После расформирования клуба в 2013 году присоединился к венгерской команде «Дунауйвароши Ацельбикак». Чемпион и обладатель кубка Венгрии 2014 года. Позже перешёл в «ШАПА Фехервар».
В 2015 году был вызван на чемпионат мира в национальную команду Латвии.
В 2018—2021 годах отыграл три сезона за клуб КХЛ «Йокерит», проведя 116 матчей в регулярных сезонах. В плей-офф сыграл 11 матчей.
Сезон 2021/22 начал в шведском клубе «Векшё Лейкерс», в конце сезона играл за финский клуб «Таппара».
В июле 2022 года перешёл в хабаровский «Амур», где провел два сезона.
В январе 2025 перешел в хоккейный «Ференцварош», играющий в венгерской Эрсте Лиге.